# Osmoy (Cher)
Osmoy è un comune francese di 308 abitanti situato nel dipartimento del Cher, nella regione del Centro-Valle della Loira.

## Geografia
Zona agricola comprendente un piccolo villaggio e alcune frazioni situate sulle rive del fiume Yèvre, a circa 8 km a est di Bourges, all'incrocio della D46 con la D179 e la D976. È sede dell'orfanotrofio della polizia nazionale.

## Società

### Evoluzione demografica
Abitanti censiti